# Amphineurus umbraticus
Amphineurus umbraticus là một loài ruồi trong họ Limoniidae. Chúng phân bố ở miền Australasia.